# Tisek
Tisek je malá vesnice, část obce Pravonín v okrese Benešov. Nachází se asi 2 km na jih od Pravonína. Prochází zde silnice II/127. V roce 2009 zde bylo evidováno 13 adres. Při východním okraji osady protéká Sedlický potok, který je levostranným přítokem řeky Želivky. Tisek je také název katastrálního území o rozloze 2,6 km². V katastrálním území Tisek leží i Buková.

## Historie
Název vesnice má původ ve zdrobnělině slova tis, tedy malý tis. První písemná zmínka o vesnici pochází z roku 1437.

## Galerie

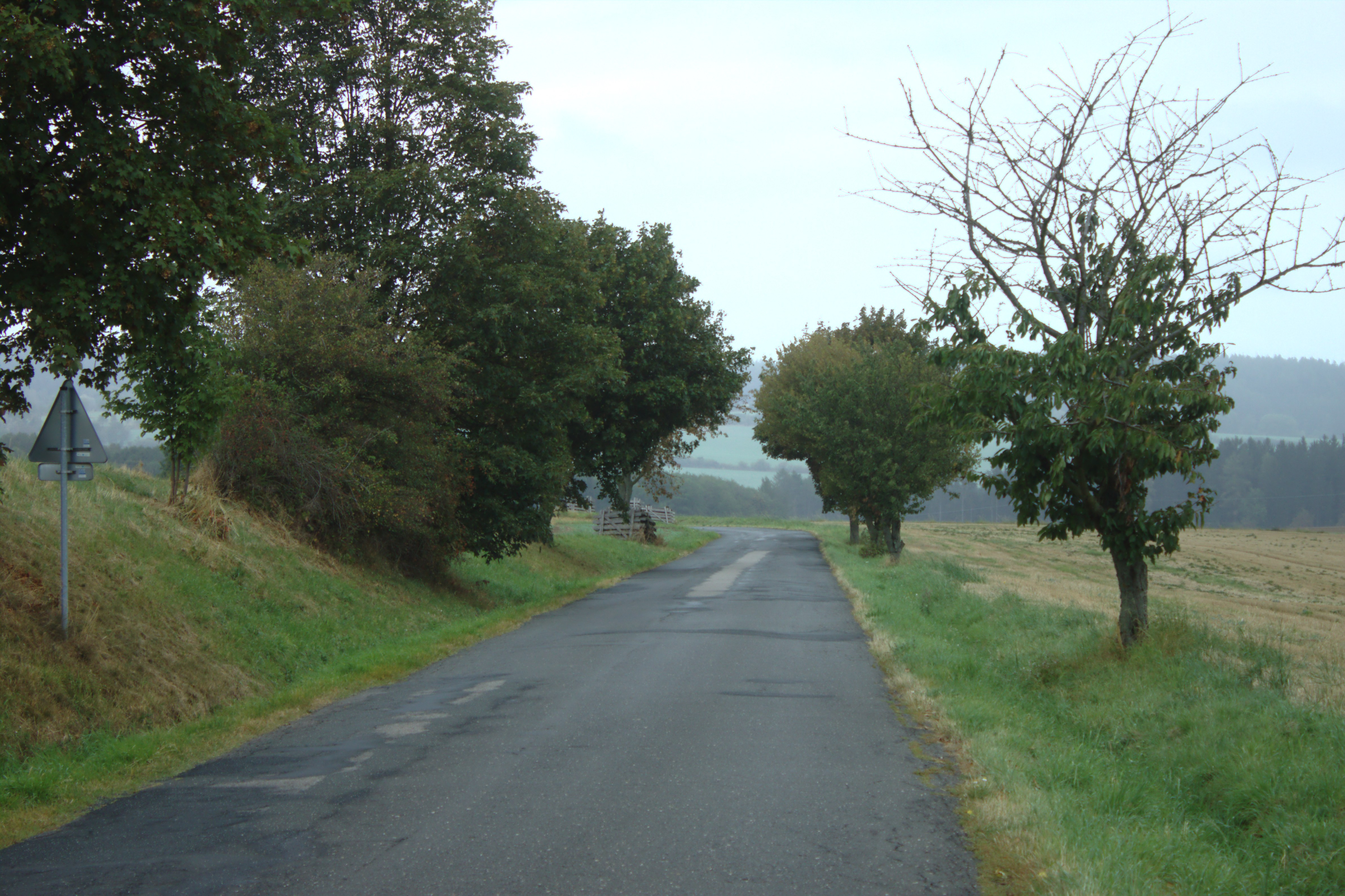
Příjezdová silnice
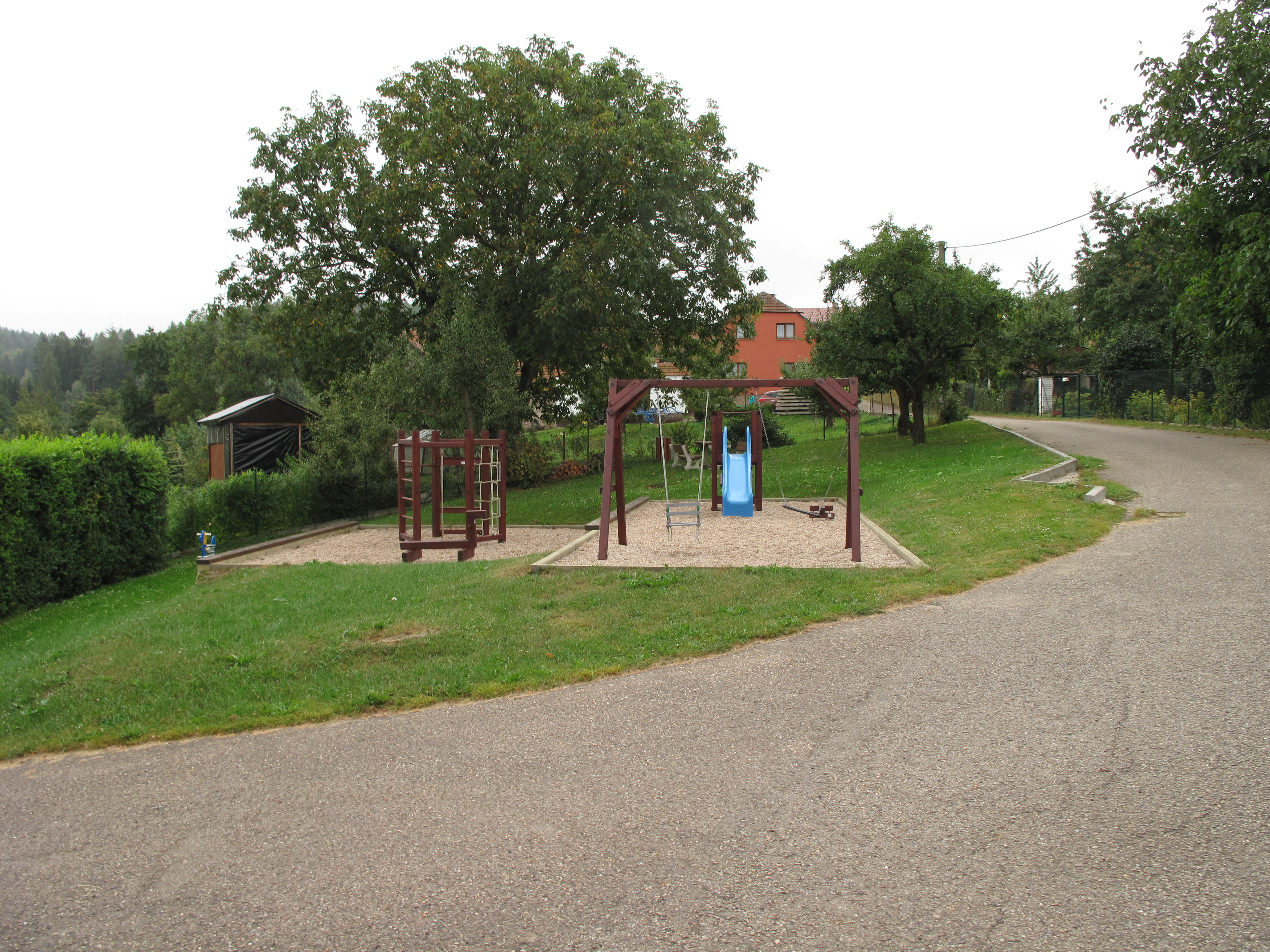
Dětské hřiště
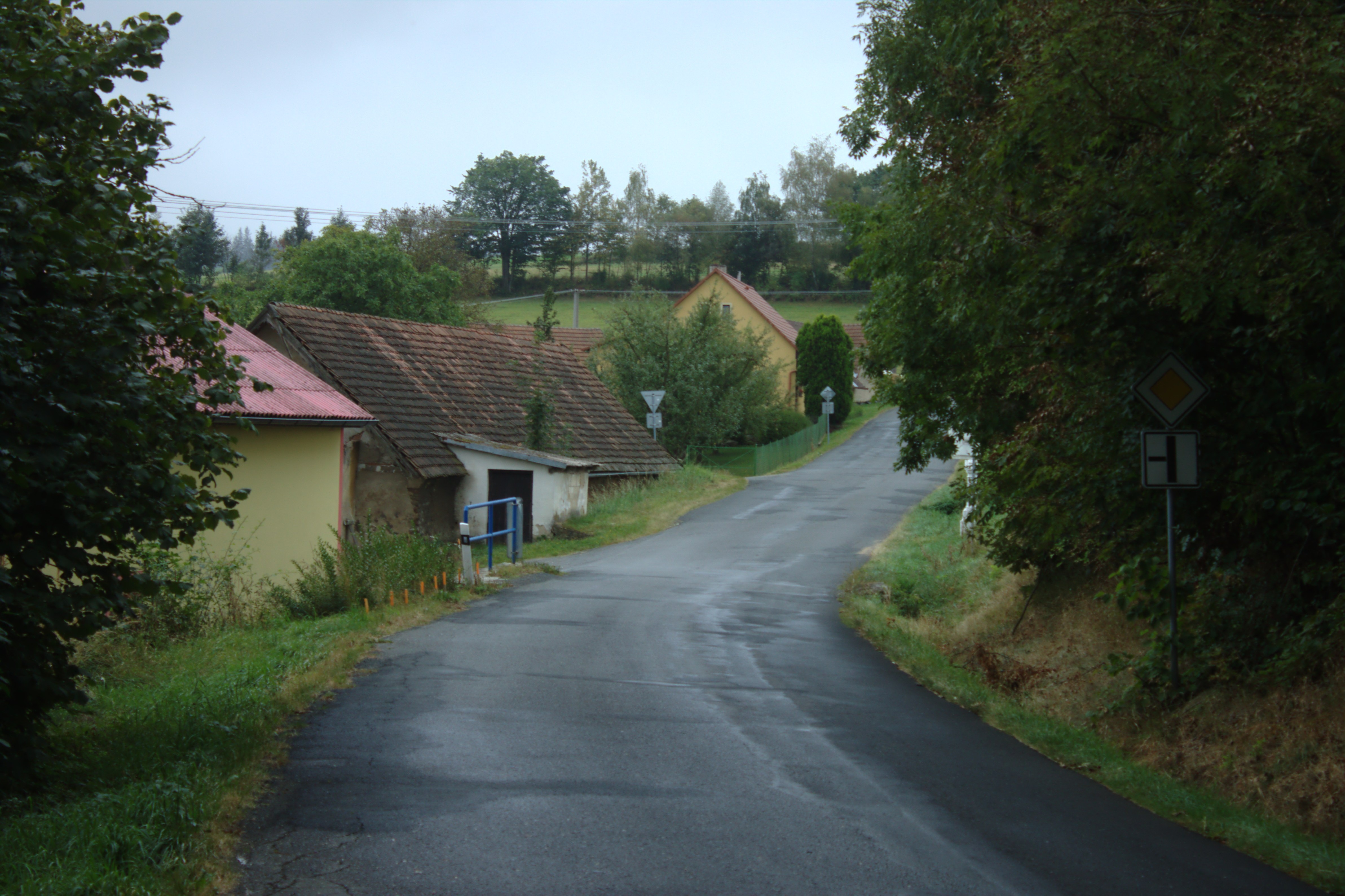
Silnice